# Préfecture (quartier de Lyon)
La Préfecture est un quartier de Lyon (France) situé dans le 3e arrondissement de la ville. Il se situe entre les berges du Rhône, le quartier Moncey, la Part-Dieu et le cours Lafayette.
Ce quartier est centré autour du bâtiment de la préfecture du Rhône, situé sur le cours de la Liberté.